# Conway (Pensilvania)
Conway es un borough ubicado en el condado de Beaver en el estado estadounidense de Pensilvania. En el año 2000 tenía una población de 2.290 habitantes y una densidad poblacional de 704.8 personas por km².

## Geografía
Conway se encuentra ubicado en las coordenadas 40°39′48″N 80°14′10″O / 40.66333, -80.23611.

## Demografía
Según la Oficina del Censo en 2000 los ingresos medios por hogar en la localidad eran de $34,181 y los ingresos medios por familia eran $46,250. Los hombres tenían unos ingresos medios de $36,167 frente a los $23,516 para las mujeres. La renta per cápita para la localidad era de $18,699. Alrededor del 4.8% de la población estaba por debajo del umbral de pobreza.